# Jacques Laffitte

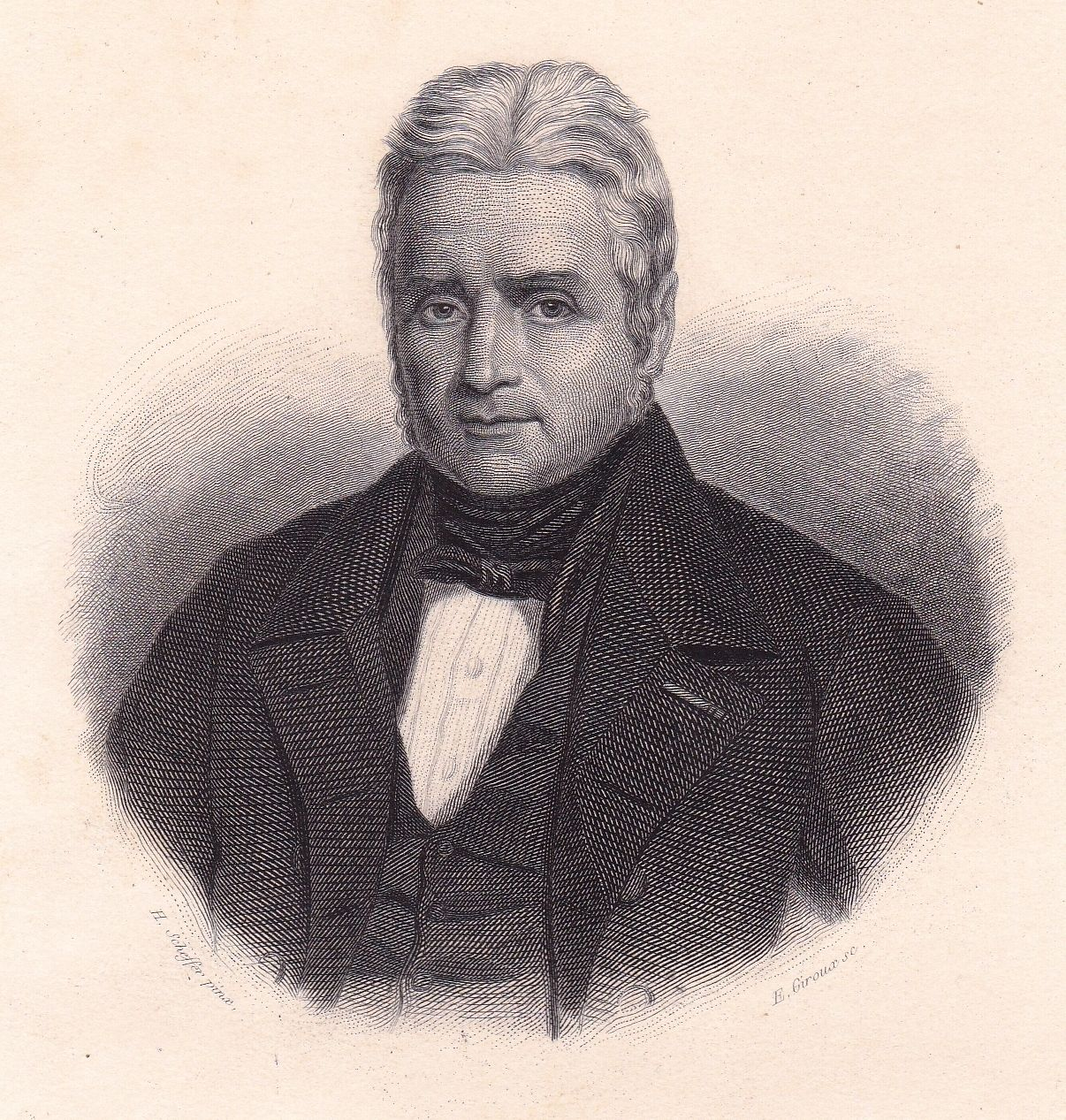
Jacques Laffitte.

Jacques Laffitte, född den 24 oktober 1767 i Bayonne, död den 26 maj 1844 i Paris, var en fransk statsman.
Laffitte, som var son till en hantverkare, kom 1788 till Paris, där han fick plats på bankiren Perregaux kontor och blev associé samt efter Perregaux död chef för firman, vilken under namnet Laffitte et C:ie blev ett av de främsta bankirhusen i Paris. Efter att ha på ett lika utmärkt som oegennyttigt sätt skött flera förtroendeplatser utnämndes Laffitte i april 1814 till gouverneur för Frankrikes bank. Som sådan inlade han under dessa svåra och farliga tider de största förtjänster om landets kredit. 
Under "hundra dagarna" (1815) var han medlem av representanternas kammare. Sedan Ludvig XVIII samma år återkommit, invaldes Laffitte av staden Paris i deputeradekammaren, där han slöt sig till den liberala oppositionen, till vars främsta och mest populära ledare han hörde på 1820-talet. Sin plats som gouverneur för Frankrikes bank måste han lämna 1819. 
Laffittes hem utgjorde mötesplatsen för det liberala partiets politiska och litterära celebriteter. Med storartad frikostighet understödde och beskyddade han många gryende talanger, bland dem även Adolphe Thiers och François-Auguste Mignet. Under julirevolutionen 1830 spelade Laffitte en stor politisk roll och bidrog mycket att skaffa hertigen av Orléans kungakronan. 
Som minister utan portfölj var Laffitte medlem av den första ministär, som följde efter julirevolutionen, och den 3 november 1830 utnämndes han till konseljpresident för det liberalaste av de många kabinett, som avlöste varandra under Ludvig Filips regering. Men snart började Laffittes liberalism bli besvärlig för kungen. Redan den 10 mars 1831 nedlade Lafitte sitt ämbete som konseljpresident. 
Några år därefter förlorade han till följd av en börskris en stor del av sin förmögenhet. Han måste då även sälja sitt hus i Paris, som han likväl återfick genom en nationalsubskription, ett vittnesbörd om hans stora popularitet. Ända till sin död fortfor han att vara medlem av deputeradekammaren, där han under sina sista år röstade med yttersta vänstern.